# Deng Deng Akuei
Deng Deng Akuei es el actual gobernador del estado de Aweil Oriental en Sudán del Sur desde el 24 de diciembre de 2015. Es el primer gobernador del estado, el cual fue creado por el presidente Salva Kiir el 2 de octubre de 2015.
Anteriormente se desempeñó como gobernador adjunto y ministro de aplicación de la ley del estado de Bar el Gazal del Norte.